# 김식 (1933년)
김식(1933년 2월 20일~2022년 4월 12일)은 대한민국의 정치인이다. 제11·12대 국회의원을 지냈다.

## 역대 선거 결과
|  | 39.43% |

|  | 49.42% |

|  | 25.74% |

|  | 39.53% |

|  | 24.58% |